# 右美沙芬的娱乐用途

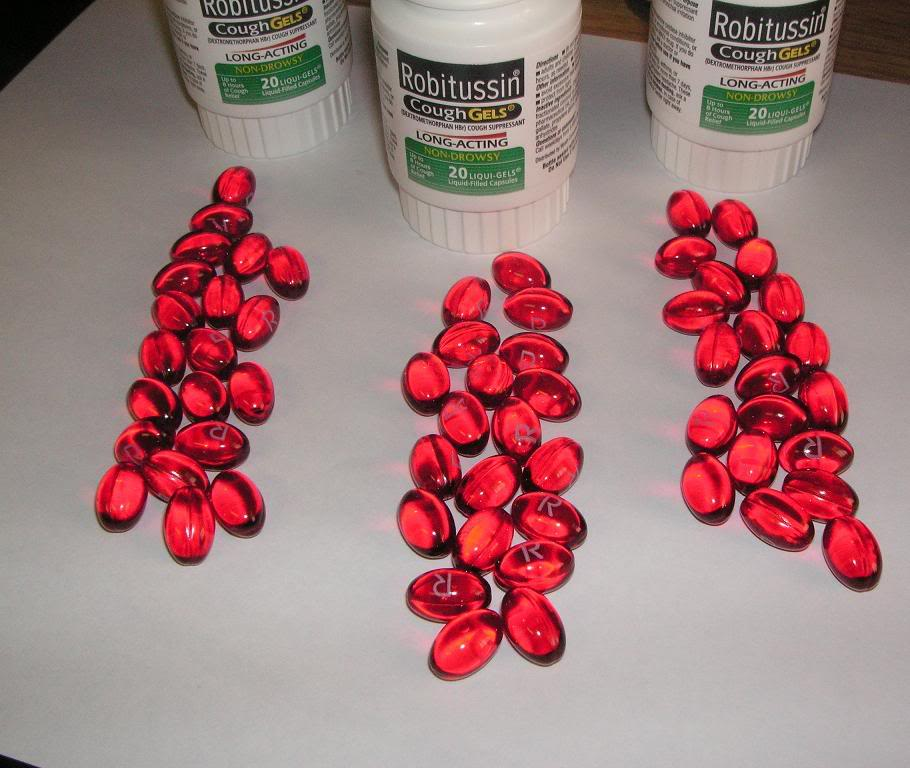
含有右美沙芬成分的凝胶帽状咳嗽药

右美沙芬（Dextromethorphan），英文简称DXM ，是许多非处方止咳感冒药中常见的活性成分，因其具有解离作用而被用作娱乐性用药与兴奋剂使用。在建议剂量使用下的右美沙芬几乎不会产生精神效果，但若过量使用，便会产生解离效果。
在非处方制剂中，右美沙芬常与对乙酰氨基酚混合，以缓解疼痛。但若为了达到右美沙芬的解离效果，往往使用剂量会超过对乙酰氨基酚每日最大治疗剂量4000mg，这可能引发急性或慢性肝功能衰竭，因此滥用含有右美沙芬与对乙酰氨基酚的药品可能致命。
在1995年首次在线发表的一篇题为《右美沙芬常見問題》（The DXM FAQ）文章中描述了右美沙芬作为娱乐用药的潜力，并根据过量使用的效果不同而划分出“高原”。
由于右美沙芬的娱乐性用途，许多美国零售商已将含有右美沙芬的药品移至柜台后，因此必须请药剂师批准，或年满18岁（纽约和阿拉巴马州为19岁，密西西比州为21岁）及以上才准购买。一些零售商还印制了关于购买含有右美沙芬的药品有被滥用风险的建议。

## 分类
在高剂量使用下，右美沙芬被归类为解离全身麻醉剂与致幻剂，类似于受管制的氯胺酮和苯環己哌啶，与这些药物一样，右美沙芬也同为NMDA受体拮抗剂。
尽管右美沙芬通常不产生生理依赖性物质所有戒断症状，但过去也曾有过心理依赖与生理依赖的报告，不过生理依赖通常只会在大量滥用的情况下出现。由于右美沙芬具有类似SSRI的作用，若耐受者突然停止娱乐性用药，就会产生类似SSRIs戒断的心理与生理戒断症状。这些戒断效应可由心理效应表现，如抑郁、易怒、渴求；也可以生理效应表现，如嗜睡、身体疼痛和不愉快的刺痛感，而这与轻微的“电击”感觉相似。

## 效果
过量使用右美沙芬的效果被分为四个高原。第一高原（1.5-2.5mg/kg）产生类似兴奋、听觉变化、重力感知变化的效果。第二高原（2.5-7.5mg/kg）产生强烈的兴奋、生动的想象、闭眼幻觉與音樂欣賞能力提高之效果。第三和第四高原（7.5mg/kg及以上）会引起意识的深刻改变，而使用者通常会报告出强烈的解离感与暂时性的精神错乱。结果可能会造成感知的“加速”或“减速”效果，这也是此类药物用作娱乐性使用时效果特征之一。
大多数止咳制剂所含的氢溴酸右美沙芬（Dextromethorphan hydrobromide）与品牌制剂Delsym所含的右美沙芬Polistirex之间存有明显差异。Polistirex是一种与右美沙芬粘合在一起的聚合物，而它因需要在溶解至血液中前发生离子交换反应，因而使胃需要更长时间消化它，因此会使药效更持久与渐进，类似于緩釋劑。作为止咳药的Polistirex药效可持续12小时，而作娱乐性使用时相同。
1981年，Gosselin的一篇论文估计致死剂量在50-500mg/kg间；Sigma-Aldrich的化学品安全技术说明书给出一水合氢溴酸右旋美沙芬对大鼠的半数致死量为 116 mg/kg。些许娱乐性用药者常使用的剂量高达15–20mg/kg。一项个案研究表明，右美沙芬过量的解毒剂是静脉注射纳洛酮。
除了会产生类似苯環己哌啶的精神作用外，高剂量服用右美沙芬，还可能会在某些药物测试中，检测出苯環己哌啶与阿片剂的假阳性结果。

## 副作用
由于右美沙芬与氯胺酮相似，因而早期有人推测，右美沙芬可能会导致动物出现液胞化（Vacuolization）（也称奥尔尼病变），但目前尚未证实。在实验室测试中，大鼠口服右美沙芬不会引起液胞化。然而，使处于青春期的大鼠反复口服右美沙芬，已被证明会损害这些大鼠成年后的学习能力。奥尔尼病变于人是否会出现，尚未得到证实或反驳。起初《右美沙芬常见问题》的作者威廉·怀特（William E. White）从与右美沙芬使用者的通信中收集了一些非正式的研究结果，表明过量滥用右美沙芬，可能会导致与奥尔尼病变所影响的脑区相对应的各种病变，其中包括情景记忆（episodic memory）丧失、学习能力下降、视觉处理的某些方面出现异常及抽象语言理解缺陷。但在2004年，怀特撤回了这些说法。
一项针对右美沙芬使用者的正式调查指出，超过半数的使用者报告，在长期或成瘾使用右美沙芬后的第一周出现过以下戒断症状：疲劳、冷漠、闪回与便秘。超过四分之一的使用者报告有关失眠、噩梦、失神、记忆力减退、注意力不集中和性欲减退的症状。较罕见的副作用包括惊恐发作、学习障碍、震颤、黄疸、荨麻疹和肌痛。而在医用右美沙芬并未被证明会出现上述问题。
滥用多症状感冒药，而非仅有右美沙芬为唯一活性成分的止咳药，会带来致命或发生严重疾病的巨大风险。多症状感冒药含有其他活性成分，如扑热息痛（对乙酰氨基酚）、氯菲安明和苯福林，若按公认的右美沙芬娱乐剂量服用，将导致其中任一活性成分对身体产生不可逆伤害，如肾衰竭，甚至死亡。山梨糖醇，一种人工甜味剂，在许多含有右美沙芬的止咳糖浆中存在，若按右美沙芬娱乐性剂量服用，也会产生负性副作用，如腹泻或恶心。愈创甘油醚，一种祛痰剂，通常与右美沙芬一起用于止咳制剂，可引起呕吐、恶心、肾结石和头痛等不适症状。
右美沙芬与其他物质合用也会增加风险。苯丙胺与可卡因等中枢神经系统兴奋剂会使血压和心率升高，十分危险。乙醇（酒精）等中枢神经系统抑制剂，会产生联合抑制作用，导致呼吸频率下降。右美沙芬与其他CYP2D6底物合用，会使两种药物在血液中的浓度达到危险水平。右美沙芬与其他血清素药物合用可能会引发血清素綜合症，为中枢神经系统与外周神经系统中血清素活性过高而致。并且，高剂量使用右美沙芬可能会产生神经毒性与神经毒性作用。
2009年的一份报告显示，美国5名青少年男性因娱乐目的故意服用大剂量右美沙芬，并因该药物的直接毒性作用而死亡。死后血液中右美沙芬浓度范围为950至3230ng/mL（中位数为1890ng/mL）。三名受试者体内存在苯海拉明，一名受试者体内存在微量阿普唑仑，两名受试者的大麻素检测呈阳性。2016年的另一份报告显示，巴基斯坦19名男性因娱乐目的故意服用大剂量右美沙芬而死亡。所有受试者体内的右美沙芬浓度均显著超过治疗范围。除右美沙芬外，还检测到了其他滥用药物，例如大麻素、阿片类药物、苯二氮䓬类药物、乙醇和氯苯那敏。死亡原因被确定为急性右美沙芬中毒，并伴有其他同时摄入的滥用药物的致命协同作用。

## 药理
右美沙芬主要是一种Sigma受体致效剂与SNRI。右美沙芬作为解离性致幻剂所产生的效果，可部分归功于右啡烷（DXO），一种右美沙芬在体内代谢时产生的代谢物。与氯胺酮和苯環己哌啶（PCP）等其他解离致幻剂类似，右啡烷（dextrorphan）与右美沙芬（dextromethorphan）都是NMDA受体拮抗剂。虽然右啡烷（dextrorphan）比其母分子（parent molecule）右美沙芬（dextromethorphan）药效更强，但由于只有一小部分右美沙芬被代谢成右啡烷，因此右美沙芬很可能与右啡烷一并产生致幻效果。
作为NMDA受体拮抗剂的右美沙芬，右美沙芬与右啡烷可抑制大脑中的刺激性胺基酸与神经递质谷氨酸。这可以有效减缓，甚至关闭某些神经通路，以阻止大脑区域间的交流。因而会使使用者感觉与外界分离或脱节，表现出意识混浊或解离。

## 扩展阅读
- 解离性药物
  - 一氧化二氮
  - 氯胺酮
    - K洞

  - 苯环己哌啶
  - 美金刚胺
  - 地佐环平（英语：Dizocilpine）（MK-801）
  - 替来他明（英语：Tiletamine）
- NMDA受體拮抗劑
- 迷幻药物
- 嗨嗨水
- Sigma受体（英语：Sigma agonist）

### 尾注
1. ↑  一说为五个。
2. ↑  每kg体重，下同。

### 引用
1. 1 2 3  . web.archive.org. 2018-01-06  [2023-08-08]. （原始内容存档于2018-01-06）.
2. ↑  https://www.facebook.com/Drugscom. . Drugs.com.   [2023-08-08]. （原始内容存档于2020-12-05） （英语）.
3. ↑  . web.archive.org.   [2023-08-08]. 原始内容存档于2014-02-21.
4. ↑  . erowid.org.   [2023-08-08]. （原始内容存档于2023-12-09）.
5. ↑  . National Institute on Drug Abuse. 2017-12-17  [2023-08-08]. （原始内容存档于2023-06-17） （英语）.
6. ↑  . www.chpa.org.   [2023-08-08]. （原始内容存档于2023-09-26） （英语）.
7. 1 2  . Deadiversion.usdoj.gov). （原始内容存档于19 December 2010）.
8. ↑   (PDF) (新闻稿). Erowid. 30 June 2006  [14 February 2014]. （原始内容存档 (PDF)于2007-06-06）.
9. ↑  . Erowid.   [14 February 2014]. （原始内容存档于2023-12-09）.
10. ↑  . Drugabusehelp.com.   [14 February 2014]. （原始内容存档于2020-08-13）.
11. ↑  . Info-drug-rehab.com. （原始内容存档于17 September 2013）.
12. ↑  Stanciu, Cornel N.; Penders, Thomas M.; Rouse, Eden M. . The American Journal on Addictions. August 2016, 25 (5): 374–377. PMID 27288091. doi:10.1111/ajad.12389.
13. ↑  Bornstein, S; Czermak, M; Postel, J. . Annales Médico-Psychologiques. 1968, 1 (3): 447–451. PMID 5670018.
14. ↑  Dodds, A; Revai, E. . Med J Aust. 1967, 2 (5): 231. S2CID 222056319. doi:10.5694/j.1326-5377.1967.tb97739.x.
15. ↑  Schneider, Sandra M.; Michelson, Edward A.; Boucek, Charles D.; Ilkhanipour, Kaveh. . The American Journal of Emergency Medicine. May 1991, 9 (3): 237–238. PMID 2018593. doi:10.1016/0735-6757(91)90085-x.
16. ↑  . Erowid.   [14 February 2014]. （原始内容存档于2023-12-09）.
17. ↑  Anderson, Cliff. . Erowid.   [14 February 2014]. （原始内容存档于2023-12-09）.
18. ↑  Hashimoto, K; Tomitaka, S; Narita, N; Minabe, Y; Iyo, M; Fukui, S. . Environmental Toxicology and Pharmacology. 1996, 1 (4): 235–239. PMID 21781688. doi:10.1016/1382-6689(96)00016-6.
19. ↑  Carliss, RD; Radovsky, A; Chengelis, CP; O'neill, TP; Shuey, DL. . NeuroToxicology. 2007, 28 (4): 813–8. PMID 17573115. doi:10.1016/j.neuro.2007.03.009.
20. ↑  Zhang, TY; Cho, HJ; Lee, S; Lee, JH; Choi, SH; Ryu, V;  et al. . Psychopharmacology. 2006, 191 (1): 171–9. PMID 17021924. S2CID 24001315. doi:10.1007/s00213-006-0548-3.
21. ↑  White, William E.  (TXT). Dextroverse.com.   [14 February 2014]. （原始内容存档于2014-09-21）.
22. ↑  White, William E. . Erowid.   [14 February 2014]. （原始内容存档于2023-12-09）.
23. ↑  Ziaee, V; Akbari Hamed, E; Hoshmand, A; Amini, H; Kebriaeizadeh, A; Saman, K. . Addictive Behaviors. September 2005, 30 (8): 1607–13. PMID 16122622. doi:10.1016/j.addbeh.2005.02.005.
24. ↑  Kirages, T; Sulé, H; Mycyk, M. . Am J Emerg Med. 2003, 21 (6): 473–5. PMID 14574654. doi:10.1016/S0735-6757(03)00168-2.
25. ↑  Kintz, P; Mangin, P. . The American Journal of Forensic Medicine and Pathology. December 1992, 13 (4): 351–352. PMID 1288270. S2CID 28648140. doi:10.1097/00000433-199212000-00018.
26. ↑  . Erowid.   [14 February 2014]. （原始内容存档于2023-12-09）.
27. ↑  Assimos, DG; Langenstroer, P; Leinbach, RF; Mandel, NS; Stern, JM; Holmes, RP. . J. Endourol. 1999, 13 (9): 665–7. PMID 10608519. doi:10.1089/end.1999.13.665.
28. ↑  . Nhsta.gov. National Highway Traffic Safety Administration.   [2023-08-08]. （原始内容存档于2016-12-14）.
29. ↑  . Erowid.   [14 February 2014]. （原始内容存档于2023-10-16）.
30. ↑  Tran, Hai-Quyen; Chung, Yoon Hee; Shin, Eun-Joo; Kim, Won Ki; Lee, Jae-Chul; Jeong, Ji Hoon; Wie, Myung Bok; Jang, Choon-Gon; Yamada, Kiyofumi; Nabeshima, Toshitaka; Kim, Hyoung-Chun. . Journal of Pharmacological Sciences. 2016-10-01, 132 (2)  [2023-08-08]. ISSN 1347-8613. doi:10.1016/j.jphs.2016.10.001. （原始内容存档于2023-08-11） （英语）.
31. ↑  Barry K. Logan, Gary Goldfogel, Rebecca Hamilton, James Kuhlman. . Journal of Analytical Toxicology. 2009-03-01, 33 (2): 99–103. PMID 19239735. doi:10.1093/jat/33.2.99.
32. ↑  Humera Shafi, Muhammad Imran, Hafiz Faisal Usman, Muhammad Sarwar, Muhammad Ashraf Tahir, Rabia Naveed, Muhammad Zar Ashiq, Ammar M. Tahir. . Egyptian Journal of Forensic Sciences. 2016-09, 6 (3): 280–283. doi:10.1016/j.ejfs.2015.07.0029.
33. ↑  Helmy, Sanaa A. K.; Bali, Ayham. . Anesthesia and Analgesia. March 2001, 92 (3): 739–744. PMID 11226111. S2CID 28669085. doi:10.1213/00000539-200103000-00035 . INIST:914417.
34. ↑  Pechnick, Robert N.; Poland, Russell E. . Journal of Pharmacology and Experimental Therapeutics. May 2004, 309 (2): 515–522. PMID 14742749. S2CID 274504. doi:10.1124/jpet.103.060038.
35. ↑  Muir, KW; Lees, KR. . Stroke. 1995, 26 (3): 503–513  [2023-08-08]. PMID 7886734. doi:10.1161/01.STR.26.3.503 . （原始内容存档于2010-12-06）.
36. ↑  Kristensen, JD; Svensson, B; Gordh Jr., T. . Pain. 1992, 51 (2): 249–253. PMID 1484720. S2CID 37828325. doi:10.1016/0304-3959(92)90266-E.